# Mission Statement
«Mission Statement»— en español: «Estado de la misión»— es una canción de la banda estadounidense de hard rock, Stone Sour. Fue el sencillo adelanto de su tercer álbum de estudio Audio Secrecy. Fue lanzado de manera digital a través de iTunes. La banda puso este sencillo para la descarga gratis en su sitio web solo 72 horas desde el 10 de junio hasta el 12 de junio.

## Contenido
Corey dijo acerca de Mission Statement:

Este álbum no sólo es mejor que los álbumes anteriores, para mí es el álbum más bien redondeado y diverso que he podido hacer. La música es tan visceral, y “Mission Statement” es un ejemplo perfecto de dónde está. Eso es un gran himno. Tiene un poco de lo pesado, y también es melódico como el infierno.